# Ermitage (casa discografica)
Ermitage è una casa discografica nata a Bologna negli anni ottanta, che ha esordito producendo dischi di musica classica.

## Storia

### Nascita dell'etichetta
A metà degli anni ottanta, Nicola Raffaele Di Matteo riceve da suo padre, produttore negli anni sessanta di Arturo Benedetti Michelangeli, tre registrazioni inedite del pianista. Fonda una etichetta, la White Shadow, e la società omonima. Inizia l'attività stampando dischi in vinile contenenti le registrazioni del Maestro bresciano e vende i prodotti al dettaglio. Passa poi a distribuire gli LP in proprio direttamente ai negozi di dischi e alle librerie.
Ritrova dopo qualche anno l'amico d'infanzia Gianni Salvioni; l'avvento del compact disc spinge entrambi a creare una etichetta di musica classica con un catalogo composto da soli 3 CD di Benedetti Michelangeli. Fondano quindi la casa discografica e firmano un contratto di distribuzione con la Dischi Ricordi entrando nel mondo dei dischi. Nasce così nel 1989 la società Ermitage sas di Salvioni & Co.

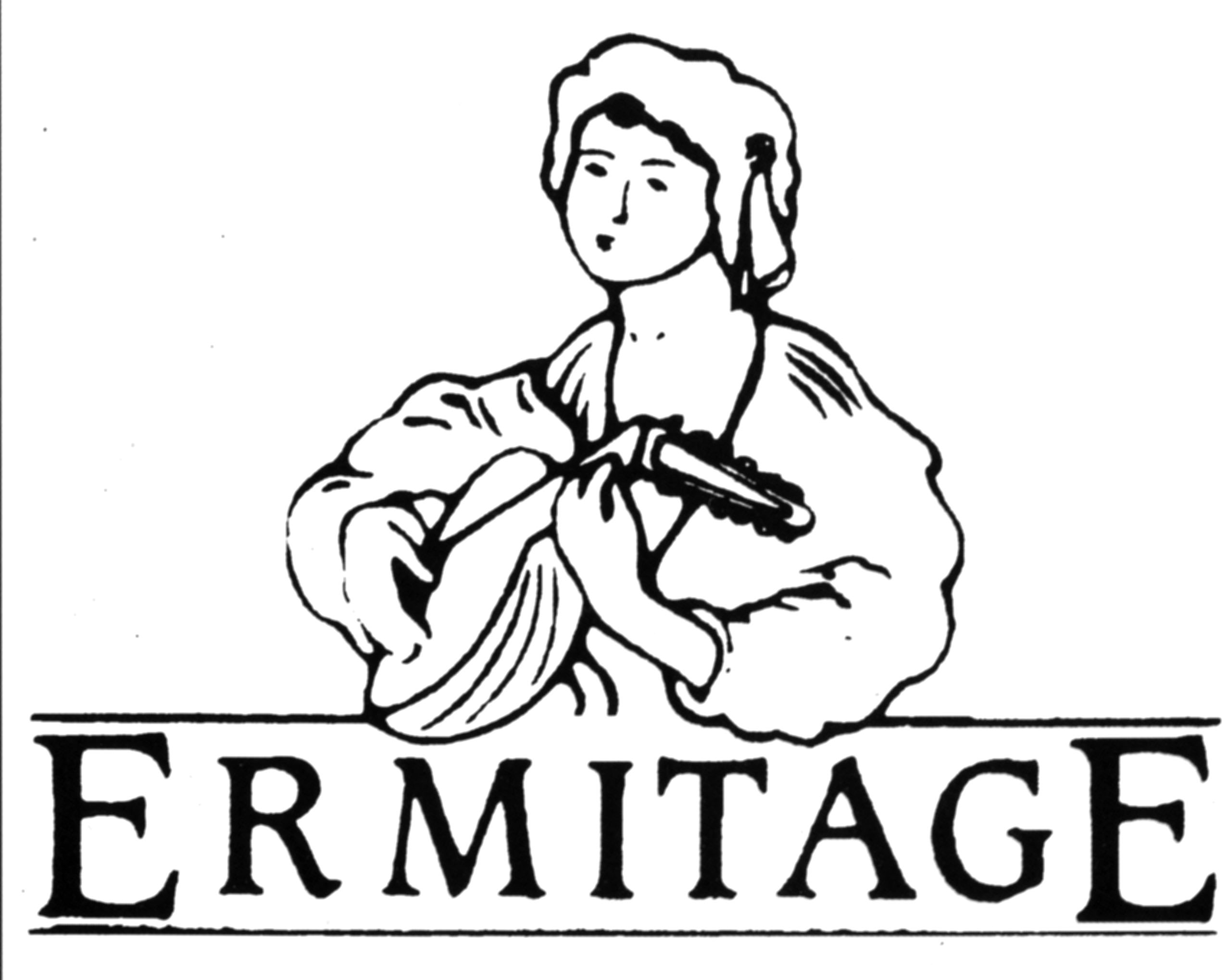
Il logo di Ermitage

### Sviluppi
La società varia in società di capitale e prende la denominazione di Ermitage srl: nella compagine societaria un terzo socio acquisterà il 51% dell'etichetta. In quegli anni Di Matteo e Salvioni sono impegnati a creare cataloghi e progetti: nascono così collaborazioni con la Radio Svizzera, la PolyGram, la RCA (in seguito BMG Ariola). Creano Symphonia, Lyrica, Dance Music Magazine, Thunder: sono riviste complete di CD distribuite in Italia e, alcune, anche in Spagna e Francia.
Dopo qualche anno i fondatori abbandonano la società mantenendo la proprietà del marchio che era stato concesso in uso su licenza e lo cedono ad una società francese. Poco dopo Nicola Raffaele Di Matteo lascia il gruppo. Rimane alla guida dello stesso Gianni Salvioni che fonda altre etichette: Fabula Classica, Jazz Today e, in seguito, Ermitage Cinema e DCult. Con queste ultime Ermitage esordisce nel 2003 anche nella produzione e distribuzione di DVD con film classici in Italia con Medusa fino alla cessione dell'etichetta da parte del gruppo Mediaset a Warner Bros. e dalla CGHV (ex Cecchi Gori). Oggi tutto il catalogo cinema è stato ceduto in licenza alla Dynit. Negli anni 2000 vedono la luce anche le produzioni home video musicali con la collaborazione della Televisione Svizzera e con artisti quali Lucio Dalla, Eugenio Finardi, Stefano Bollani con la produzione di Gianni Salvioni.

### Ermitage oggi
L'attività è oggi totalmente gestita da una società francese (La Machine du Temps sarl) che ha sede a Parigi e che detiene la proprietà di marchi e diritti. I prodotti musicali (CD, DVD, Blu Ray) vengono distribuiti da Disques Dom e da distributori locali in Italia, Spagna, Portogallo, Francia, Germania, Austria, Inghilterra, Repubblica Ceca, Russia, Belgio, Paesi Bassi, Stati Uniti, Giappone, Hong Kong, Cina, Korea oltre ad essere distribuiti digitalmente su tutti i principali negozi on line quali iTunes, Fnac e altri.
Ermitage dispone oggi di una library di migliaia di titoli tra audio e video, realizza CD e DVD e fornisce su licenza contenuti video per varie emittenti televisive tra le quali Classica in onda sulla piattaforma Sky e per Sky Arte HD
Su CD continua a pubblicare i titoli storici del catalogo originale ma realizza anche nuove produzioni: ha pubblicato il CD dei I Solisti Veneti On the wings of love, che ha raggiunto ottimi risultati di vendita in Italia e in Francia.
Nel 2011, in accordo con la Fondazione Friedrich Wilhelm Murnau e su licenza della Transit Film di Monaco, ha pubblicato in esclusiva per l'Italia la nuova versione restaurata del film Metropolis di Fritz Lang su DVD e su Blu Ray con la distribuzione di Medusa. Nel 2011 ha ripreso la pubblicazione delle riviste Symphonia e Lyrica sotto la guida di Piero Rattalino (distribuzione in edicola ad opera di PressDi Mondadori), nel 2012 ha prodotto il DVD di Salvatore Accardo e nel 2013 quello dei I Solisti Veneti realizzato a Nairobi per l'anniversario d'indipendenza del Kenya.
Nel 2014 ha concesso in licenza alcuni titoli dei propri cataloghi per un anno al gruppo francese Disques Dom dopo averli riorganizzati ed ha realizzato alcuni dischi in vinile (classica e jazz) per il gruppo inglese Lasgo Chrysalis.
Nel 2015 ha prodotto per il gruppo L'Espresso una serie di 16 CD dedicata ad Arturo Benedetti Michelangeli in edicola dal 12 giugno (ventesimo anniversario della morte dell'artista) al 25 settembre con La Repubblica/L'Espresso con la produzione di Gianni Salvioni e la direzione artistica di Piero Rattalino. Nel 2016 inizia un rapporto distributivo con Naxos America Inc. per l'etichetta Ermitage/Symphonia. Realizza per Fabbri/Centauria Editore i CDs della serie "La grande classica" in edicola in Italia da fine agosto 2016. Nel 2017 produce la collezione in vinile LP Loving Presley commercializzata in Italia da Corriere dello Sport e TuttoSport e dedicata a Elis Presley, e i cofanetti composti da 3 CD dedicati a Ella Fitzgerald, Maria Callas, Elvis Presley per Sorrisi e Canzoni (Mondadori). Nel 2018, continuando la collaborazione con il gruppo Mondadori, ha realizzato cofanetti in CD di vari artisti tra i quali quello dedicato a Frank Sinatra e a Bob Dylan. Ha inoltre acquisito su licenza i diritti di alcune registrazioni live di Bruce Springsteen realizzando una serie di 10 CD commercializzata da Corriere dello Sport e Tutto Sport.
Per il Record Store Day ha pubblicato nel 2018 il vinile 10" Gheru Gheru con le prime incisioni di Enzo Jannacci, un LP 12" dedicato a Fabrizio De André e la colonna sonora del Mago di Oz in vinile 12" multicolore, nel 2019 un vinile 10" dedicato a Giorgio Gaber, nel 2020 il vinile 10" dedicato a Sergio Endrigo. Nel 2020 ha realizzato una serie composta da 4 CD doppi dedicati a Beethoven distribuiti in edicola con Sorrisi e Canzoni con la direzione di Piero Rattalino.
Il 1 aprile 2021 Ermitage lancia il progetto Ermitage TV: un canale tematico specializzato in musica classica e jazz e cinema classico. L'iniziativa permetterà di dedicarsi al lancio del canale Ermitage presente su MyMovies nel servizio MyMoviesOne accessibile in abbonamento.  
Il 2022 la società che gestisce il marchio è impegnata nel recupero del fatturato perso negli anni del Covid e nel riassestamento finanziario: ripartono le produzioni e l'ampliamento del catalogo con la creazione di nuovi prodotti in vinile e CD e la ristampa su formati speciali (vinili colorati) di titoli già usciti in precedenza nonché la concessione di licenze alla label austriaca Second Label e la produzione di progetti editoriali per Arnoldo Mondadori Editore e Sprea. Con la firma di un accordo con Hemiolia Records inizia l'ambizioso progetto di pubblicare una serie di titoli in formato master tapes destinati al mercato dell'alta fedeltà: i primi titoli realizzati ottengono un buon successo di vendita e viene fatto un piano editoriale per il triennio 2023-2025.  
Gli anni 2023 e 2024 sono gli anni dell'allargamento della distribuzione fisica in Inghilterra e Stati Uniti: in particolare una collana di dischi in vinile colorato (colore giallo) ottiene un grande successo e il catalogo si allarga fino a una cinquantina di titoli classici del jazz ristampati in questo formato. Si tratta di album di artisti quali Miles Davis, John Coltrane, Quincy Jones, Art Blakey e molti altri. Si espande ulteriormente la presenza del catalogo nella distribuzione digitale portando ad una massiccia presenza dei titoli Ermitage su tutte le piattaforme (Spotify, Amazon Music, Deezer e molte altre).  